# Trachyopella atomus
Trachyopella atomus är en tvåvingeart som först beskrevs av Camillo Rondani 1880.  Trachyopella atomus ingår i släktet Trachyopella och familjen hoppflugor. Arten är reproducerande i Sverige. Inga underarter finns listade i Catalogue of Life.